# Gadży Raszydow
Gadży Magomiedowicz Raszydow (ros. Гаджи Магомедович Рашидов; ur. 12 kwietnia 1969) – radziecki, rosyjski, a od 1996 roku kirgiski zapaśnik walczący w stylu wolnym. Brązowy medalista mistrzostw świata w 1990 i 1991. Wicemistrz Europy w 1991. Pierwszy w Pucharze Świata w 1993. Piąty na mistrzostwach Azji w 1996. Mistrz Rosji w 1993 i 1994; trzeci w 1992. Mistrz ZSRR w 1990 i 1991 roku.